# Мельниченко, Галина Афанасьевна
Галина Афанасьевна Мельниченко (род. 28 ноября 1946 года) — советский и российский учёный-эндокринолог. Академик РАН (2013), РАМН (2011, членкор с 2004), доктор медицинских наук, профессор Первого Московского государственного медицинского университета имени И. М. Сеченова. C 2002 г. директор Института клинической эндокринологии Эндокринологического научного центра. Заслуженный деятель науки Российской Федерации (2025).

## Биография
В 1972 году окончила лечебный факультет 2-й Медицинского института имени Н. И. Пирогова по специальности лечебное дело. В 1974 году окончила клиническую ординатуру по специальности эндокринология. Там же, в альма-матер, окончила и аспирантуру. После чего стала научным сотрудником Института экспериментальной эндокринологии и химии гормонов АМН СССР (ныне Эндокринологический научный центр).
С 1978 года работала на кафедре внутренних болезней №1 Первого Московского государственного медицинского университета имени И.М.Сеченова, а с 1988 года — на его кафедре эндокринологии при первом лечебном факультете, стала профессором кафедры в 1992 году.
C 2002 года — директор Института клинической эндокринологии Эндокринологического научного центра.

## Научная и редакторская деятельность
Главный редактор журнала «Клиническая и экспериментальная тиреоидология», заместитель главного редактора журнала «Ожирение и метаболизм», член редколлегий журналов «Сахарный диабет», «Проблемы эндокринологии», «Международный эндокринологический журнал».
Член бюро отделения медицинских наук РАН, эксперт ВАК по специальности эндокринология.
Председатель Московской ассоциации эндокринологов, вице-президент Российской ассоциации эндокринологов, член Европейской ассоциации нейроэндокринологов, Европейской тиреодологической ассоциации, член международной ассоциации эндокринологов Endo-society.
Под началом Г. А. Мельниченко защищено 8 докторских и 20 кандидатских диссертаций.
Автор более 600 научных публикаций, монографий, руководств, учебника по эндокринологии для студентов медицинских вузов.

## Награды и звания
- Орден Пирогова (2024)[2],
- Орден Почёта (2008),
- Заслуженный деятель науки Российской Федерации (2025)[3],
- Премия Правительства Российской Федерации в области образования (2021)[4],
- Лауреат премии Всероссийского конкурса «Призвание» в номинации «За создание нового направления в медицине» (2011),
- Заслуженный профессор Первого Московского государственного медицинского университета имени И. М. Сеченова.